# Puente del Desfiladero del Río Grande
El puente del Desfiladero del Río Grande (del inglés: Rio Grande Gorge Bridge) localmente conocido como el "Puente de la garganta" o el "Puente Alto" es un puente de arco de acero a través de la garganta o desfiladero del Río Grande 10 millas (16 km) al noroeste de Taos, en el estado de Nuevo México, al oeste de los Estados Unidos. A una altitud de 172 m por encima del río Grande, es el 10.º puente más alto en los Estados Unidos y el 82.º del mundo.